# Ядерная силовая установка
Ядерная силовая установка (ЯСУ) — силовая установка, работающая на энергии цепной реакции деления ядра. Состоит из ядерного реактора и паро- или газотурбинной установки, в которой тепловая энергия, выделяющаяся в реакторе, преобразуется в механическую или электрическую энергию. КПД лучших образцов достигает 40%.
Основная сфера применения — гражданский морской флот и военно-морской флот, как надводный, так и подводный. Также может быть использована в автомобильном, железнодорожном, авиационном и космическом транспортном средстве.
ЯСУ перед прочими силовыми установками на обычном топливе предоставляет практически неограниченную автономность передвижения (дальность хода), и большую мощность двигателей: и как следствие, возможность длительно использовать высокую скорость движения, транспортировать более тяжёлые грузы и способность работать в тяжёлых условиях (например: атомный ледокол).

## История
В середине XX века было много проектов по использованию атомной энергии в бытовых целях. Проекты по использованию ядерного реактора в транспортной промышленности в основном разрабатывали в США и СССР.
Например, компания Ford в 1958 году создала концепт-кар Ford Nucleon с ЯСУ.
В середине 1950-х годов в США писали, что, возможно, скоро будет создан атомный паровоз.
Кроме этого в оборонной промышленности СССР и США разрабатывались: атомный танк, атомовоз, атомолёт и ядерный ракетный двигатель.
В СССР газета «Гудок» в 1958 году писала: 

Конечно, атомный локомотив будет значительно тяжелее паровоза или тепловоза той же мощности. Но если такой локомотив направить на отдаленную магистраль, например в Арктику, то он будет работать там с перерывами в течение целого зимнего сезона без дополнительного снабжения. Его очень легко превратить в подвижную электростанцию. Кроме того, он сможет снабжать энергией бани, прачечные, парники для выращивания овощей.
Но ни один из этих проектов в XX веке так и не был реализован на практике.
В 1950-х — 1970-х годах в СССР было затрачено много средств и ресурсов на создание ядерного ракетного двигателя для космических ракет, который к 1981 году практически был создан, но дальнейшее развитие этого проекта было приостановлено.
Частичным успехом увенчались некоторые проекты по использованию ядерных реакторов на космических аппаратах.
Также, в 1960-х годах велись работы по созданию челнока с ядерной двигательной установкой для осуществления полётов между орбитами Земли, Луны и Марса.
В XX веке проекты по использованию ЯСУ успешно реализованы были только на водном транспорте и в военно-морском флоте в виде:
- Атомных ледоколов;
- Атомных подводных лодок;
- Гражданских и военных атомоходов.

## Современное использование ЯСУ
В начале XXI века многие проекты середины XX века по использованию ЯСУ были заново переосмыслены и начали воплощаться с использованием современных технологий и учитывая полученный положительный и отрицательный опыт прошлого.
Залогом успеха в реализации таких проектов является дальнейшая миниатюризация ядерных реакторов на компактных мини-АЭС не нуждающихся в постоянном обслуживании, которые сегодня успешно разрабатываются в США и Японии. Как пример можно привести реактор Rapid-L, разрабатываемый в Японии, вес которого составляет 8 тонн при высоте 6 м и ширине 2 м.
Например в США в новом воплощении возрождается проект атомолёта: в 2003 году военно-исследовательская лаборатория ВВС США профинансировала разработку атомного двигателя для беспилотного самолёта-разведчика Global Hawk с целью увеличить продолжительность полёта до нескольких месяцев.
А в России возрождаются проекты ядерного ракетного двигателя для освоения дальнего космоса и атомовоза в рамках сотрудничества «Росатома» и ОАО «Российские железные дороги».
В современных проектах водных и наземных транспортных средств с ЯСУ, чаще всего ЯСУ используется как энергетическая установка (мини-АЭС) вырабатывающая электрический ток и питающая электрические двигатели транспортного средства.
По такому принципу сегодня строятся и проектируются все современные атомные ледоколы, атомные подводные лодки, атомоходы и атомовозы.